# Saint-Valentin (Quebec)
Saint-Valentin, antes también conocido como Saint-Valentin-de-Stotsville, Stotsville y Stottville, es un municipio de la provincia de Quebec en Canadá. Es uno de los municipios pertenecientes al municipio regional de condado del Le Haut-Richelieu, en la región de Montérégie-Est en Montérégie.

## Geografía

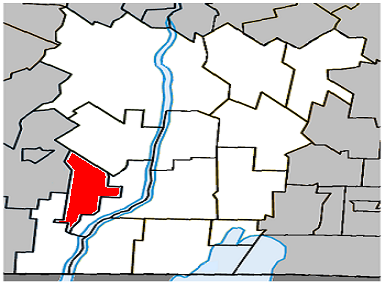
Ubicación de Saint-Valentin en el MRC de Le Haut-Richelieu

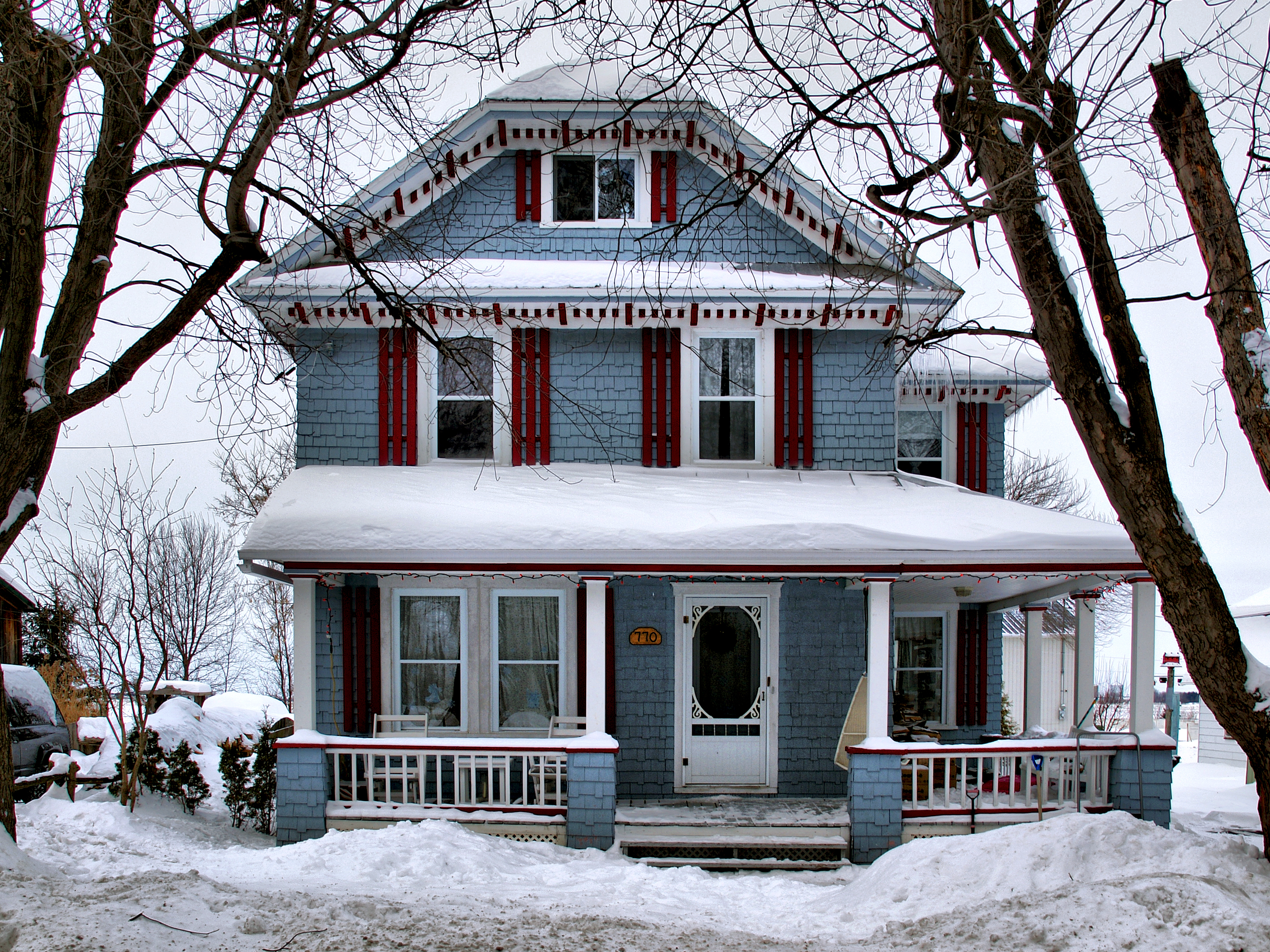
Casa en Saint-Valentin

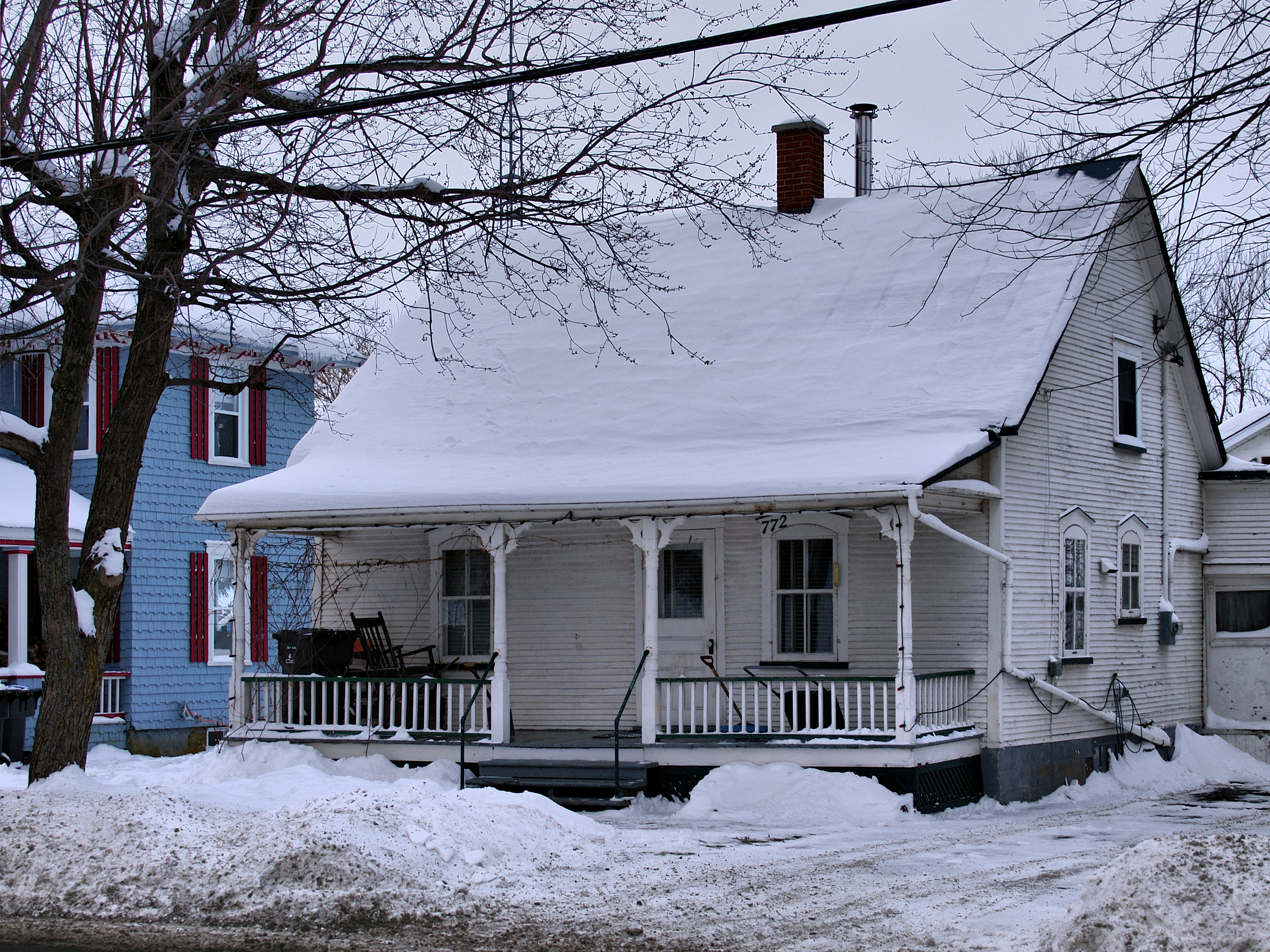
Casa en Saint-Valentin

Saint-Valentin se encuentra 20 kilómetros al sur de Saint-Jean-sur-Richelieu. Está ubicado entre Saint-Blaise-sur-Richelieu al norte, Saint-Paul-de-l'Île-aux-Noix al este, Lacolle al sur e al suroeste, así como Saint-Cyprien-de-Napierville al oeste. Su superficie total es de 39,36 km² cuyos 39,25 km² son tierra firme.

## Historia

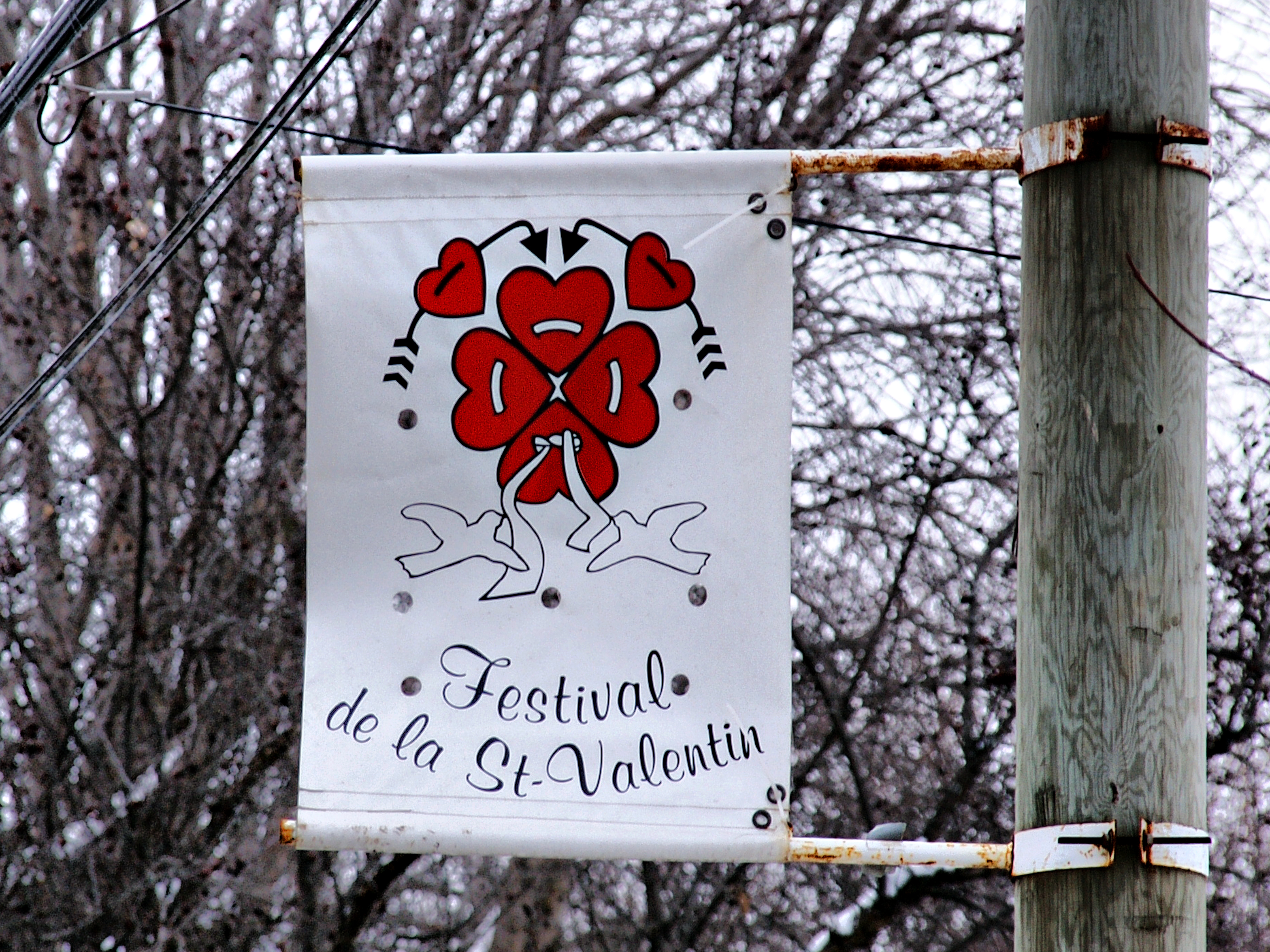
Festival de la Saint-Valentin

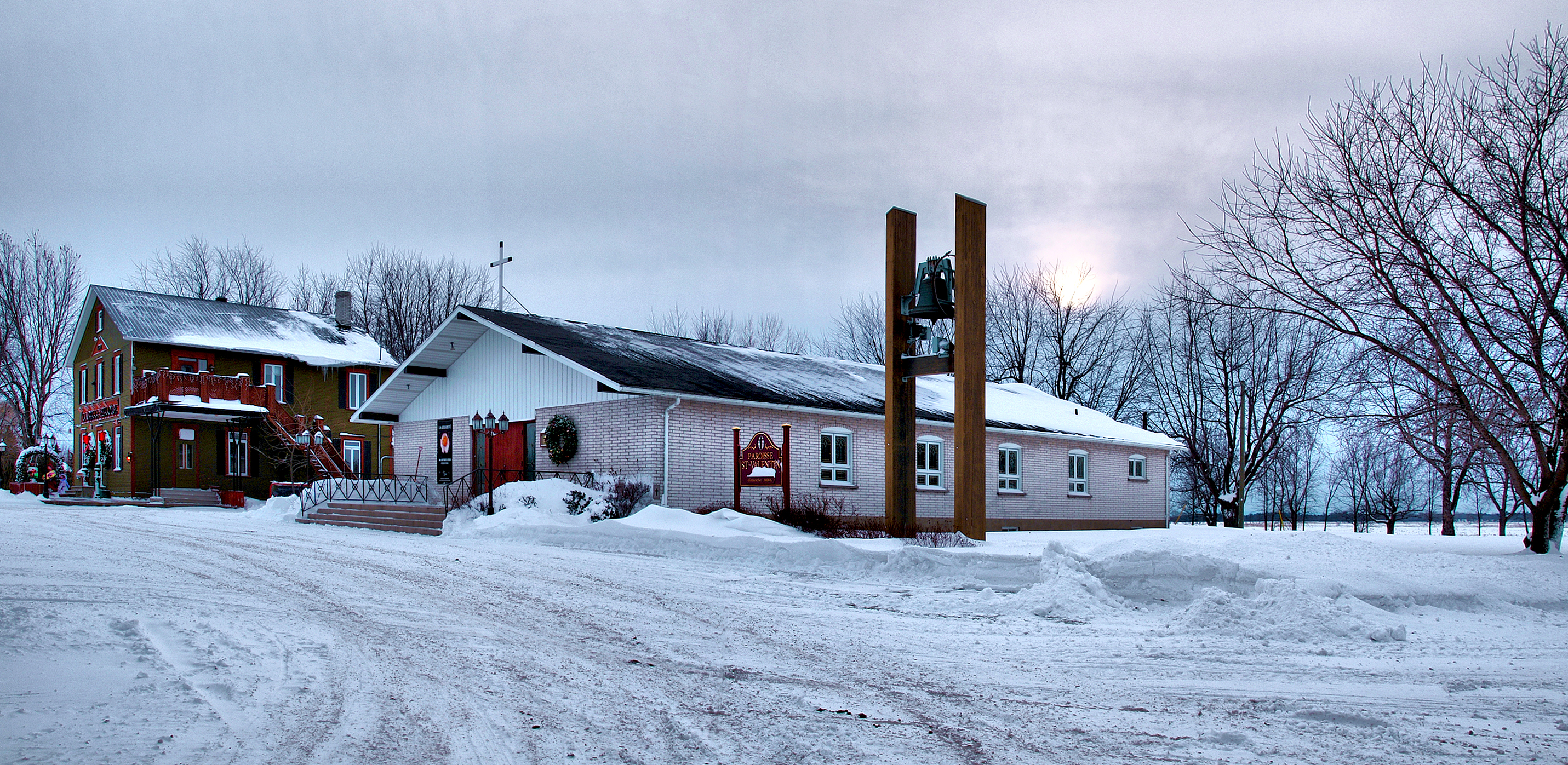
Iglesia Saint-Valentin

En Nueva Francia, los señoríos de Léry y de Lacolle o Beaujeu cubrían el territorio del actual municipio de Saint-Valentin. Los pioneros ingleses y acadianos se establecieron en la localidad hacia 1830. La parroquia católica de Saint-Valentin, recordando san Valentín, patrón de los amorosos, fue fundada en 1830 y fue instituida civilmente en 1835. La localidad era conocida en este periodo Saint-Valentin-de-Stotsville o Stotsville del nombre de la familia de pioneros Stott. El municipio de parroquia de Saint-Valentin fue creado en 1845 después en 1855. La implantación del ferrocarril Champlain and St. Lawrence Railroad en 1850 estimuló el desarrollo de la comunidad con el comercio de productos de madera, de cereales y de heno. La estacione local de Stottville comunicaba la localidad. En 1898, parroquia católica de Saint-Paul-de-l’Île-aux-Noix y el municipio de parroquia de mismo nombre fueron creados por división de Saint-Valentin. En 2008, el municipio cambió su estatus para el de municipio de Saint-Valentin.

## Política

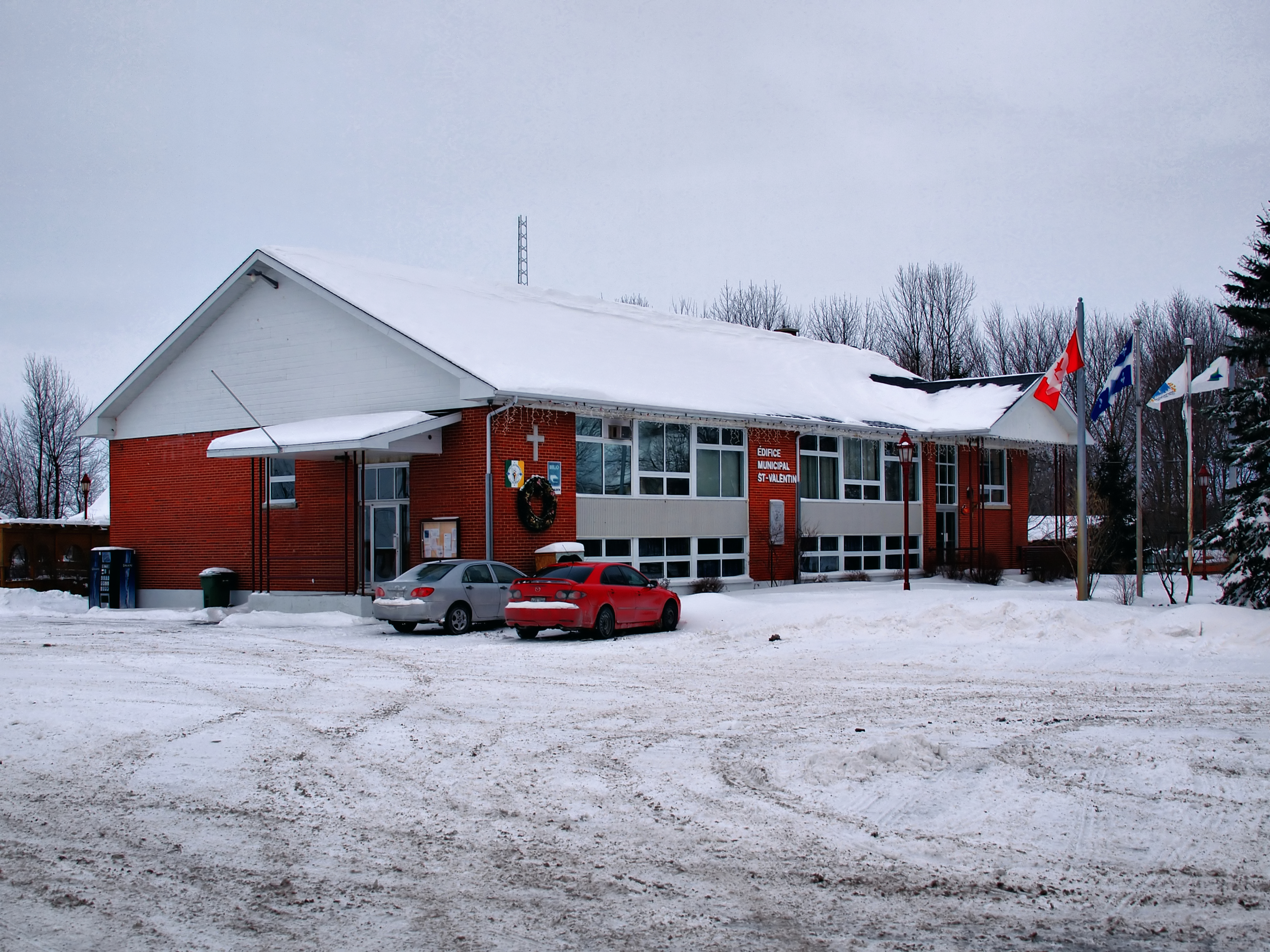
Ayuntamiento

Los elementos del escudo son los siguientes: el color azul del escudo era utilizado por la familia de señores de Léry; las seis almenas representan los seis caminos del municipio; la bota recuerda la familia Chaussegros de Léry y las dos palomas simbolizan el amor.
El alcalde actual (2014) está Pierre Chamberland. El consejo municipal es compuesto de seis consejeros sin división territorial.
|            | 2005-2009                                                                                   | 2009-2013                                                                                   | 2013-2017                                                                                   |
| Alcalde    | Yvon Landry                                                                                 | Pierre Chamberland                                                                          | Pierre Chamberland                                                                          |
| Consejeros | Roger Fortin Paolo Girard Joaquin Rodrigues Pierre Vallières Luc Van Velzen Robert Van Wijk | Roger Fortin Paolo Girard Joaquin Rodrigues Pierre Vallières Luc Van Velzen Robert Van Wijk | Melanie Bisaillon Roger Fortin Paolo Girard Pierre Vallières Luc Van Velzen Robert Van Wijk |

* Consejero al inicio del termo pero no al fin. ** Consejero al fin del termo pero no al inicio.
El municipio está incluso en las circunscripciones electorales de Huntingdon a nivel provincial y de Saint-Jean también a nivel federal.

## Demografía
Según el censo de Canadá de 2011, había 470 habitantes en este municipio, la densidad de población era de 11,9 hab./km² y la población había decrecido de 1,7% entre 2006 y 2011. Hubo 173 inmuebles particulares de los cuales 169 estaban ocupados por residentes habituales.
Evolución de la población total, 1991-2011

## Sociedad
El Festival de la Saint-Valentin tiene lugar todos los años en febrero desde 1994.